# Музей «Цептер» (Белград)
Музей «Цептер» в Белграде (серб. Музеј Цептер) — частный музей современного искусства в Белграде, основан в 2010 году при финансовой поддержке Мадлены Цептер, соосновательницы компании Zepter International. В коллекции работы югославских и сербских художников, собрание охватывает период со второй половины XX в. и до сегодняшнего дня. Музей расположен в историческом здании на центральной улице Князя Михаила в Белграде. 